# Wahlkreis Hildburghausen II – Sonneberg II
Der Wahlkreis Hildburghausen II - Sonneberg II (Wahlkreis 20) ist ein Landtagswahlkreis in Thüringen.
Er umfasst vom Landkreis Hildburghausen die Gemeinden Auengrund, Brünn/Thür., Eisfeld, Masserberg, Schleusegrund und Schleusingen sowie vom Landkreis Sonneberg die Gemeinden Goldisthal, Lauscha, Neuhaus am Rennweg und Steinach.

## Landtagswahl 2024
Die Landtagswahl fand am 1. September 2024 statt. Sie hatte folgendes endgültige Ergebnis:
| Gegenstand der Nachweisung | Gegenstand der Nachweisung | Erst- stimmen | Erst- stimmen | Zweit- stimmen | Zweit- stimmen |
| Bewerber                   | Partei                     | Anzahl        | %             | Anzahl         | %              |
| -------------------------- | -------------------------- | ------------- | ------------- | -------------- | -------------- |
| Wahlberechtigte            | Wahlberechtigte            | 33.882        | 33.882        | 33.882         | 33.882         |
| Wähler                     | Wähler                     | 25.135        | 25.135        | 25.135         | 74,2           |
| Ungültige Stimmen          | Ungültige Stimmen          | 493           | 2,0           | 203            | 0,8            |
| Gültige Stimmen            | Gültige Stimmen            | 24.642        | 98,0          | 24.932         | 99,2           |
| davon                      |                            |               |               |                |                |
| Linda Stark                | DIE LINKE                  | 2.724         | 11,1          | 2.611          | 10,5           |
| Melanie Berger             | AfD                        | 10.257        | 41,6          | 9.516          | 38,2           |
| Henry Worm                 | CDU                        | 8.402         | 34,1          | 5.709          | 22,9           |
| Anja Schönheit             | SPD                        | 1.228         | 5,0           | 851            | 3,4            |
|                            | GRÜNE                      |               |               | 221            | 0,9            |
|                            | FDP                        | 188           | 0,8           |                |                |
|                            | TIERSCHUTZ hier!           | 196           | 0,8           |                |                |
|                            | ÖDP / Familie ..           | 50            | 0,2           |                |                |
|                            | PIRATEN                    | 66            | 0,3           |                |                |
|                            | MLPD                       | 23            | 0,1           |                |                |
|                            | BÜNDNIS DEUTSCHLAND        | 94            | 0,4           |                |                |
|                            | BSW                        | 4.288         | 17,2          |                |                |
|                            | FAMILIE                    | 100           | 0,4           |                |                |
| Robin Lützelberger         | FREIE WÄHLER               | 2.031         | 8,2           | 901            | 3,6            |
|                            | WU                         |               |               | 118            | 0,5            |

## Landtagswahl 2019
Die Landtagswahl fand am 27. Oktober 2019 statt.
| Direktkandidat        | Partei                      | Wahlkreisstimmen in % | Landesstimmen in % |
| --------------------- | --------------------------- | --------------------- | ------------------ |
| Henry Worm            | CDU                         | 34,1                  | 26,1               |
| Tilo Kummer           | DIE LINKE                   | 28,2                  | 32,9               |
| Claudia Scheerschmidt | SPD                         | 6,4                   | 6,9                |
| Holger Winterstein    | AfD                         | 23,7                  | 22,8               |
| Antje Duckwitz        | GRÜNE                       | 4,1                   | 3,0                |
| –                     | NPD                         | –                     | 0,7                |
| Robert-Martin Montag  | FDP                         | 3,3                   | 3,5                |
| –                     | PIRATEN                     | –                     | 0,3                |
| –                     | Die PARTEI                  | –                     | 1,0                |
| –                     | KPD                         | –                     | 0,1                |
| –                     | TIERSCHUTZ hier!            | –                     | 1,2                |
| –                     | BGE                         | –                     | 0,2                |
| –                     | DIE DIREKTE!                | –                     | 0,1                |
| –                     | Blaue #Team Petry Thüringen | –                     | 0,1                |
| –                     | Graue Panther               | –                     | 0,4                |
| Klaus Dimler          | MLPD                        | 0,2                   | 0,2                |
| –                     | ÖDP                         | –                     | 0,3                |
| –                     | Gesundheitsforschung        | –                     | 0,2                |

## Landtagswahl 2014
Bei der Landtagswahl in Thüringen 2014 traten folgende Kandidaten an:
| Name                              | Partei    | Anteil der Erststimmen |
| --------------------------------- | --------- | ---------------------- |
| Henry Worm                        | CDU       | 44,0 %                 |
| Steffen Harzer                    | DIE LINKE | 31,3 %                 |
| Alexander Humann                  | SPD       | 14,1 %                 |
| Karen Thimel                      | GRÜNE     | 4,0 %                  |
| Uwe Bäz-Dölle                     | NPD       | 3,5 %                  |
| Thomas Vollmar                    | FDP       | 3,1 %                  |
| Wahlberechtigte: 34.135 Einwohner |           |                        |
| Wahlbeteiligung: 50,4 %           |           |                        |

## Landtagswahl 2009
Bei der Landtagswahl in Thüringen 2009 traten folgende Kandidaten an:
| Name                              | Partei    | Anteil der Erststimmen |
| --------------------------------- | --------- | ---------------------- |
| Henry Worm                        | CDU       | 35,8 %                 |
| Wolfgang May                      | Die Linke | 34,9 %                 |
| David Fritsch                     | SPD       | 15,7 %                 |
| Felix Rösel                       | FDP       | 8,5 %                  |
| Uwe Bäz-Dölle                     | NPD       | 5,2 %                  |
| Wahlberechtigte: 36.876 Einwohner |           |                        |
| Wahlbeteiligung: 53,9 %           |           |                        |

## Landtagswahl 2004
Bei der Landtagswahl in Thüringen 2004 traten folgende Kandidaten an:
| Name                              | Partei | Anteil der Erststimmen |
| --------------------------------- | ------ | ---------------------- |
| Henry Worm                        | CDU    | 43,4 %                 |
| Wolfgang May                      | PDS    | 32,2 %                 |
| Bernd Lauche                      | SPD    | 18,4 %                 |
| Thomas Vollmar                    | FDP    | 6,0 %                  |
| Wahlberechtigte: 38.700 Einwohner |        |                        |
| Wahlbeteiligung: 51,47 %          |        |                        |

## Landtagswahl 1999
Bei der Landtagswahl in Thüringen 1999 traten folgende Kandidaten an:
| Name                              | Partei | Anteil der Erststimmen |
| --------------------------------- | ------ | ---------------------- |
| Bernd Wolf                        | CDU    | 48,6 %                 |
| Uwe Höhn                          | SPD    | 22,6 %                 |
| Stefan Heiderich                  | PDS    | 23,3 %                 |
| Richard Schmid                    | GRÜNE  | 1,3 %                  |
| Manfred Schlichting               | REP    | 2,3 %                  |
| Thomas Vollmar                    | FDP    | 1,9 %                  |
| Wahlberechtigte: 39.360 Einwohner |        |                        |
| Wahlbeteiligung: 61,5 %           |        |                        |

## Bisherige Abgeordnete
Direkt gewählte Abgeordnete des Wahlkreises Hildburghausen II - Sonneberg II waren:
| Jahr | Name       | Partei | Anteil der Erststimmen |
| ---- | ---------- | ------ | ---------------------- |
| 2019 | Henry Worm | CDU    | 34,1 %                 |
| 2014 | Henry Worm | CDU    | 44,0 %                 |
| 2009 | Henry Worm | CDU    | 35,8 %                 |
| 2004 | Henry Worm | CDU    | 43,4 %                 |
| 1999 | Bernd Wolf | CDU    | 48,6 %                 |
| 1994 | Bernd Wolf | CDU    | 39,7 %                 |